# Lee Jae-sung (futbolista nacido en 1988)
Lee Jae-sung (en coreano: 이재성; Seúl, 5 de julio de 1988) es un futbolista surcoreano que juega en la demarcación de defensa para el Ratchaburi Mitr Phol FC de la Liga de Tailandia.

## Selección nacional
Hizo su debut con la selección de fútbol de Corea del Sur el 10 de agosto de 2011 en un partido amistoso contra Japón, que finalizó con un resultado de 3-0 a favor del combinado japonés tras un gol de Keisuke Honda y un doblete de Shinji Kagawa. Su segundo encuentro con la selección se celebró el 7 de octubre del mismo año en calidad de amistoso contra Polonia, partido que finalizó con un marcador de empate a dos.

## Clubes
| Club                      | País          | Año         | Partidos | Goles |
| ------------------------- | ------------- | ----------- | -------- | ----- |
| Suwon Samsung Bluewings   | Corea del Sur | 2009 - 2010 | 11       | 1     |
| Ulsan Hyundai FC          | Corea del Sur | 2010 - 2013 | 90       | 5     |
| Sangju Sangmu FC          | Corea del Sur | 2013 - 2014 | 39       | 2     |
| Ulsan Hyundai FC          | Corea del Sur | 2014 - 2016 | 49       | 4     |
| Jeonbuk Hyundai Motors FC | Corea del Sur | 2017 - 2019 | 32       | 3     |
| Incheon United FC         | Corea del Sur | 2019 - 2020 | 29       | 1     |
| Ratchaburi Mitr Phol FC   | Tailandia     | 2021 -      | 8        | 0     |

## Palmarés

### Campeonatos internacionales
| Título                      | Club             | País          | Año  |
| --------------------------- | ---------------- | ------------- | ---- |
| Liga de Campeones de la AFC | Ulsan Hyundai FC | Corea del Sur | 2012 |